# Stora synagogan i Stockholm
Stora synagogan i Stockholm (hebreiska: בית הכנסת הגדול של שטוקהולם, Bet ha-Knesset ha-Gadol shel Stokholm) ligger på Wahrendorffsgatan, invid Berzelii park, i centrala Stockholm i Sverige. Det är den största av de tre befintliga synagogorna inom den judiska församlingen i Stockholm. De två andra, som är ortodoxa, är Adat Jeschurun och Adat Jisrael. 
Stora synagogan har en egalitär, konservativ inriktning; ett par gånger i månaden äger dessutom progressiva gudstjänster rum i en angränsande lokal.
Rabbin sedan 2015 är Ute Steyer, den första kvinnliga rabbinen i Sverige.

## Historik och arkitektur

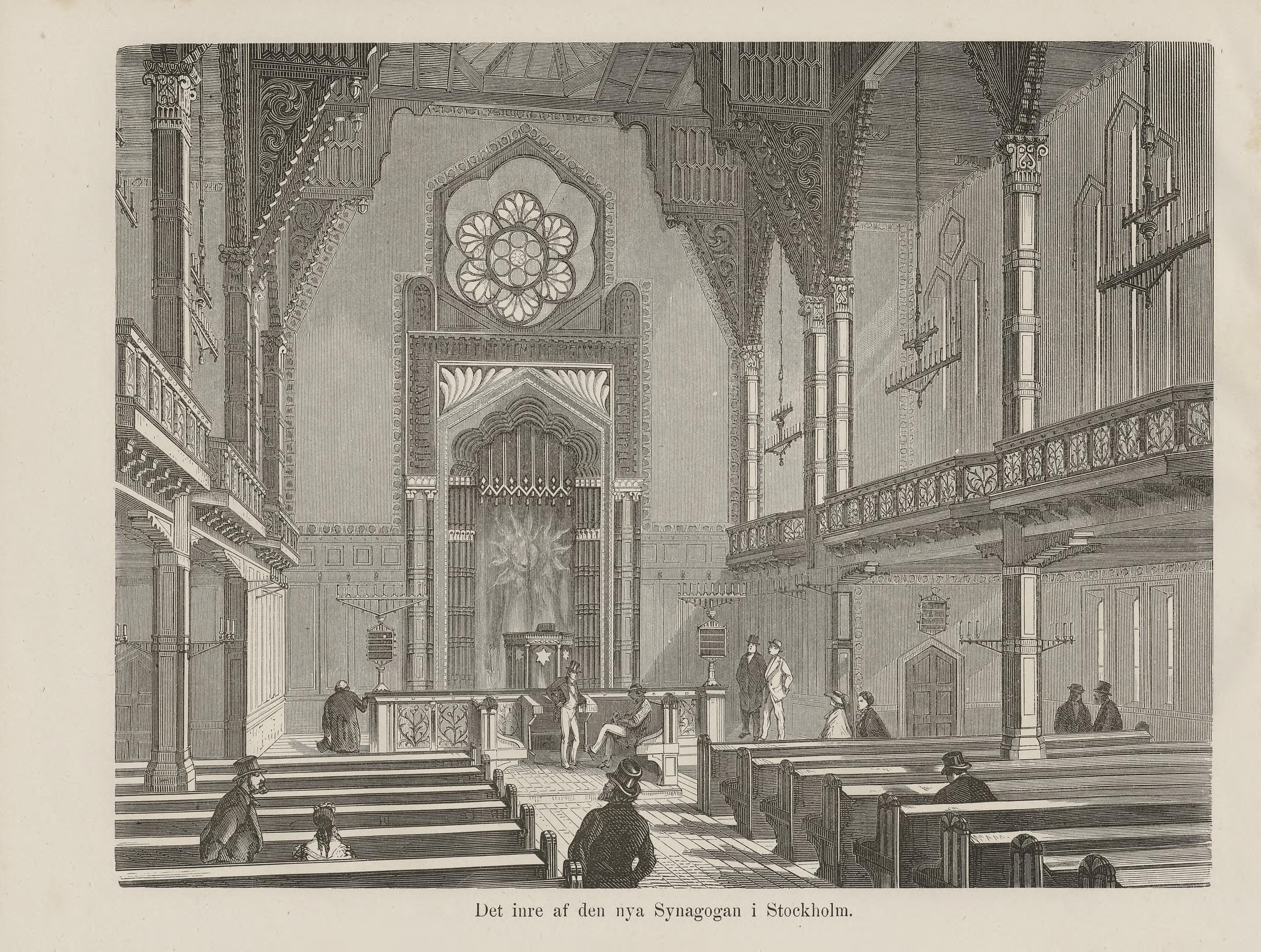
Interiör, 1873.

Stora synagogan började byggas 1867 efter ritningar av arkitekten Fredrik Wilhelm Scholander och invigdes den 16 september 1870, samma år som judar i Sverige fick fullständiga medborgerliga rättigheter. Tidigare hade församlingen hyrt in sig i lokaler i kvarteret Aceton i Gamla stan vid Köpmantorget (1787–90) och därefter i kvarteret Cupido vid Tyska Brunnsplan (1790–1870).
Scholander gestaltade synagogan efter en vision om ett antikt assyriskt tempel, vilket bland annat märks på den rika blomornamentiken på väggar och kring pelare. Interiörmässigt är synagogan starkt influerad av de ideal som karaktäriserar tysk reformjudendom, som var den förhärskande influensen inom svensk judendom vid den här tiden. Hantverket är av hög klass, inte minst gäller detta interiören med dess detaljrikedom och rika färgspel. Helgedomen är uppförd i enlighet med den reformanda som förespråkade en ny gudstjänstordning och ett nytt synsätt på synagogornas inredning.
I anslutning till synagogan återfinns Willy Gordons bronsstaty Flykten med Toran som föreställer en jude som flyr med rullarna med den mosaiska lagen. Originalet, som endast mäter 53 cm, skapades 1945.
Synagogan skyddas av lagen om Byggnadsminnen.

## Församlingshuset
På tomten i kvarteret Katthavet, i anslutning till synagogan, uppfördes församlingshuset 1926–1927. Byggnaden i Nordisk klassicism ritades av arkitekten och församlingsmedlemmen Erik Josephson.

## Bildgalleri

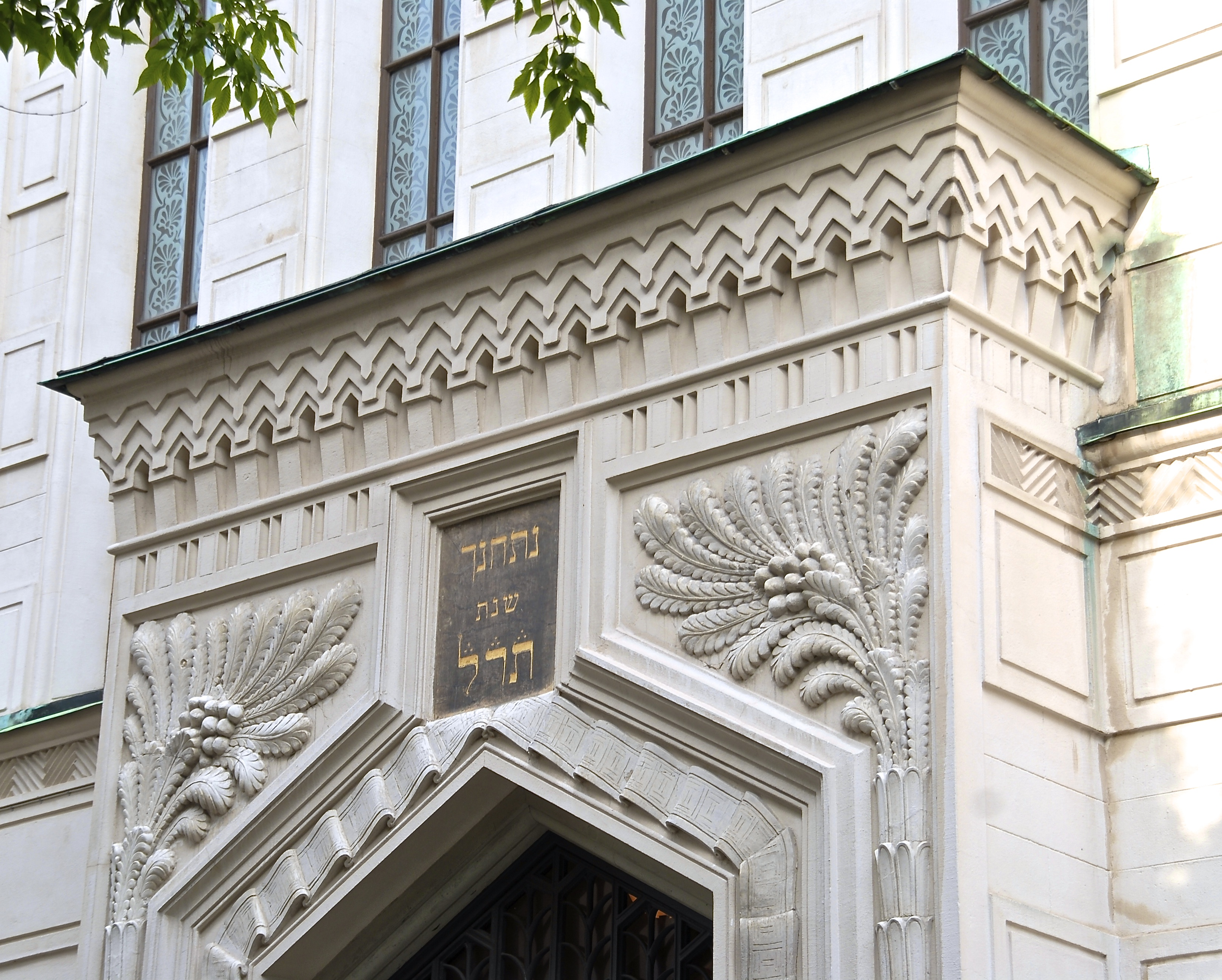
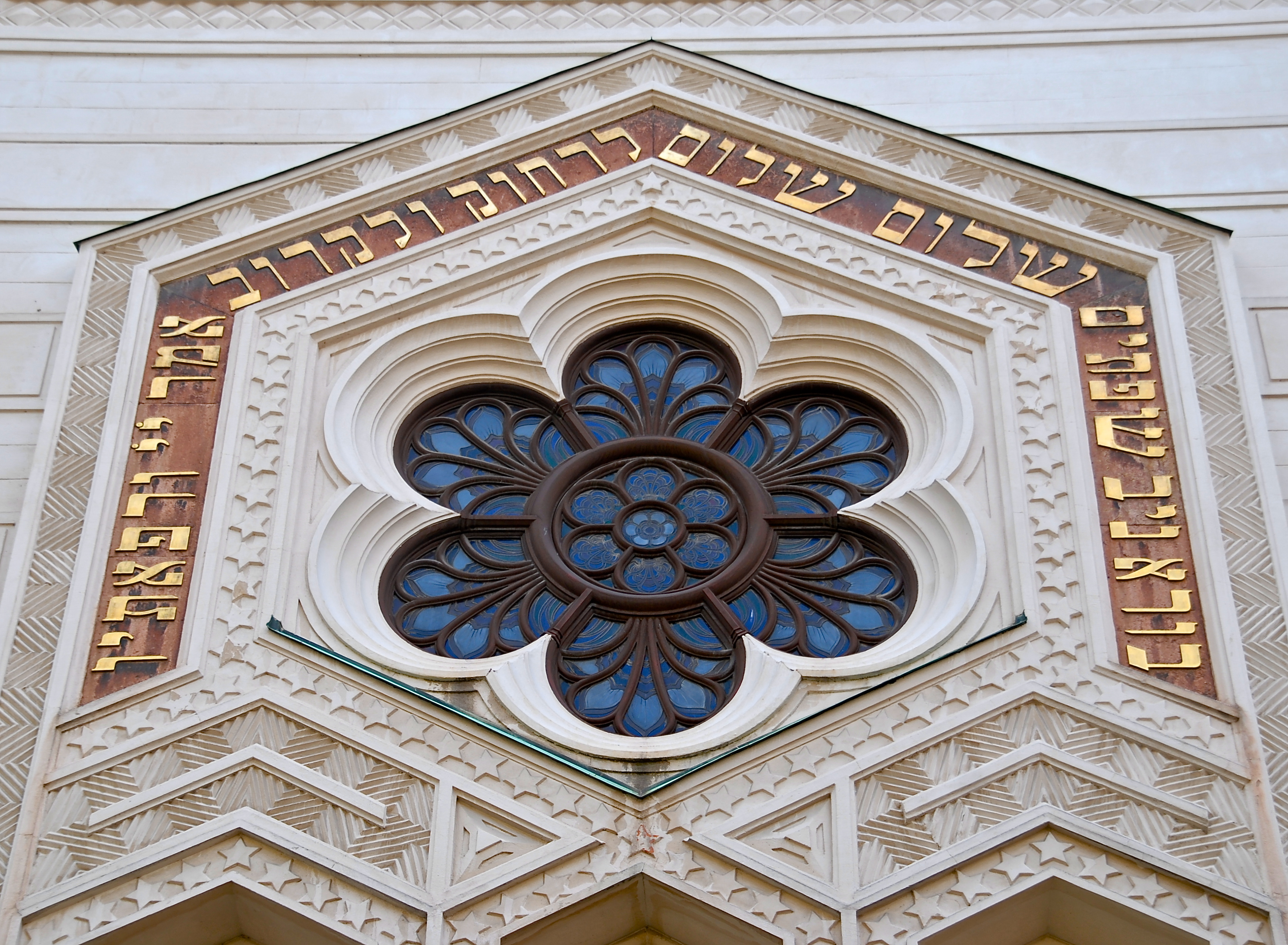
Från Jesaja 57:19 בורא ניב שפתים שלום שלום לרחוק ולקרוב אמר יי ורפאתיו (Svenska: Frid över dem som äro fjärran och frid över dem som äro nära! säger HERREN; jag skall hela honom.)
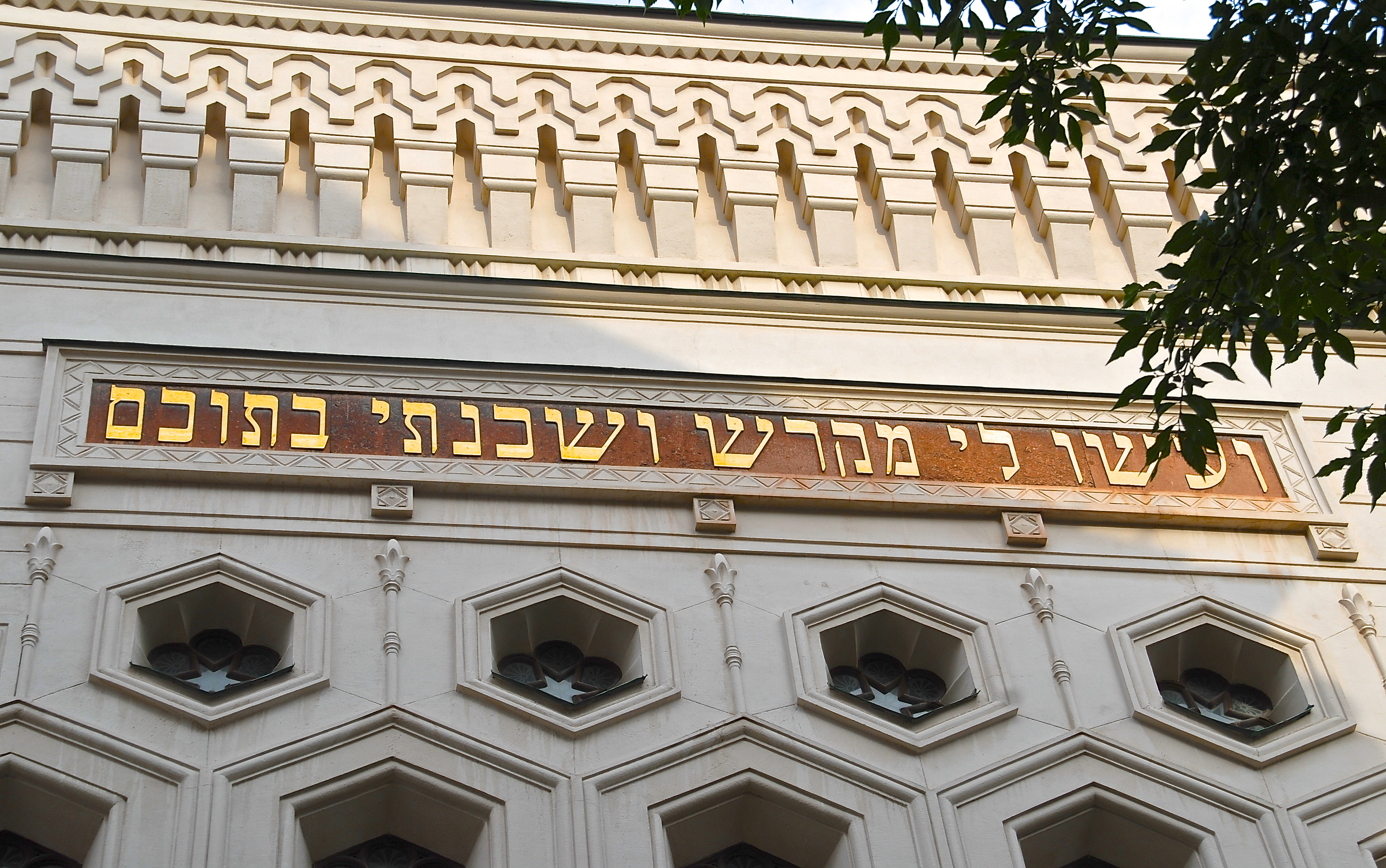
Från Andra Moseboken 25:8: ועשו לי מקדש ושכנתי בתוכם (svenska: Och de skola göra åt mig en helgedom, för att jag må bo mitt ibland dem.)
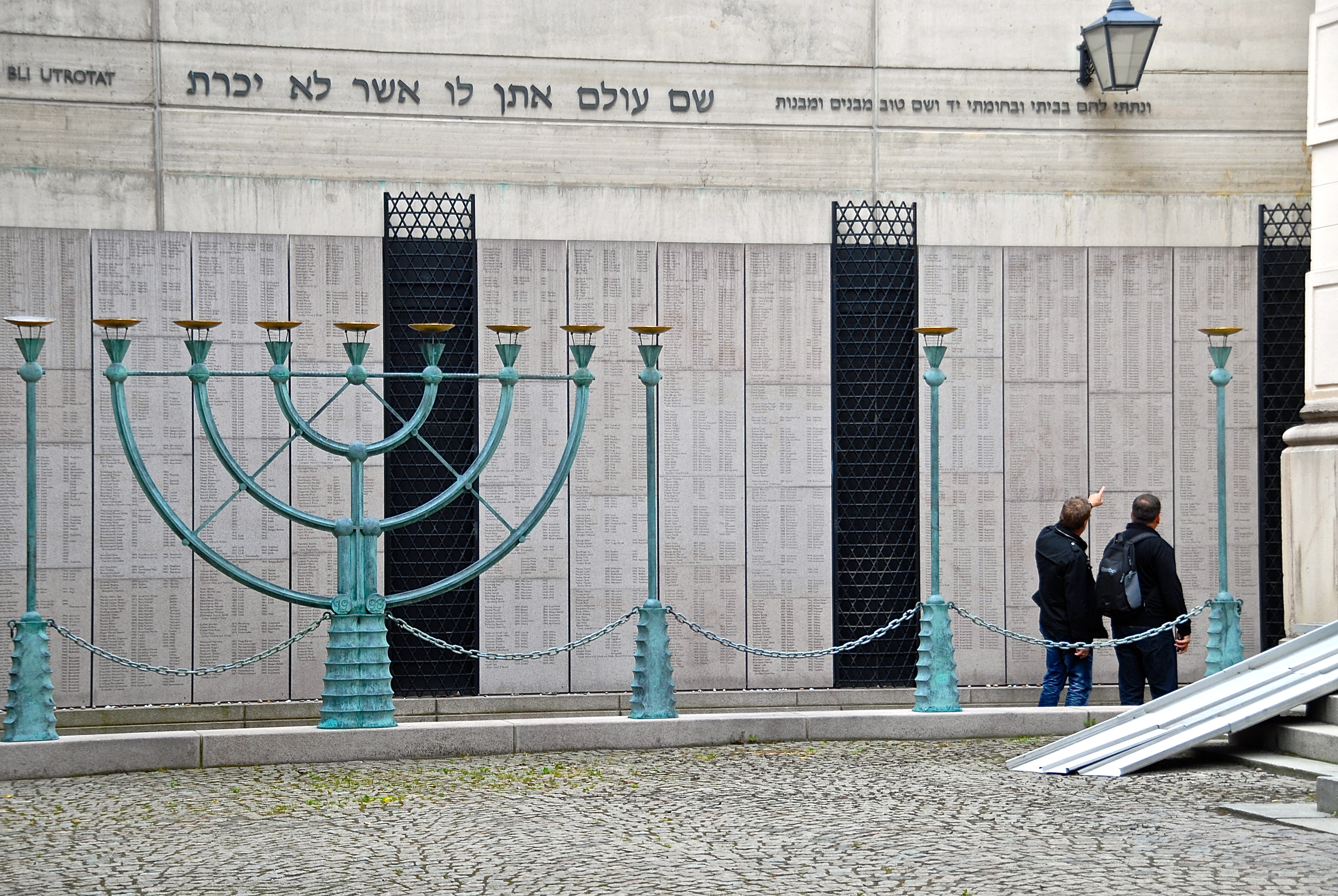
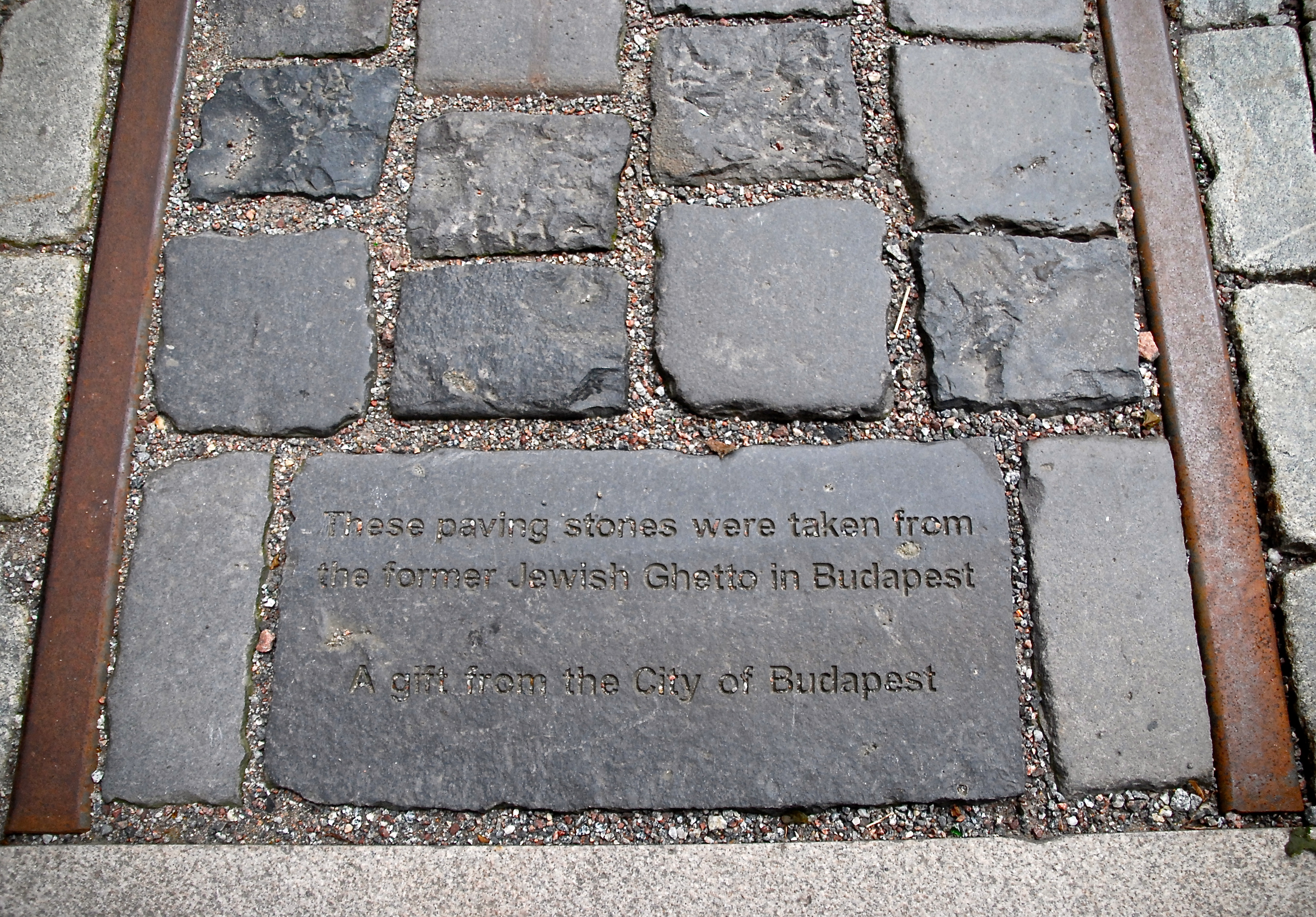